# Amit Kolton
Amit Kolton (25 settembre 1992) è un giocatore di football americano israeliano che gioca come tight end per i Tel Aviv Pioneers e per la nazionale israeliana.